# 杜蘭特 (內布拉斯加州)
杜蘭特（英語：Durant）是位於美國內布拉斯加州波爾克縣的非建制地區。

## 地理
杜蘭特所處的海拔為高於海平面515米（即1690英呎），而該地所採用的時區為UTC-6，即北美中部时区（CST）。同時該地設有夏令時間，為UTC-6調快一小時，即UTC-5（CDT）。